# JoMo Friponas!
JoMo Friponas! ("JoMo fa il briccone!" in esperanto) è il secondo album studio del cantautore francese Jean-Marc Leclercq, pubblicato nel 2001 dall'etichetta Vinilkosmo, che produce musica in esperanto.

## Tracce
1. Ĉu vi volas danci? – 2:55
2. La Bambo – 3:15
3. Lernu nun – 2:20
4. La simiulo – 2:52
5. Esperanto – 2:15
6. Sur la mar' – 2:40
7. Ĵambalajo – 3:59
8. Kisu min – 3:00
9. Al Durruti – 3:20
10. En la IJoKo – 3:55
11. Hej la nizoj! – 3:15
12. La virbovo kaj la luno – 4:40
13. Sub potenco de la leĝo – 2:35
14. Suno sunu! – 2:05

## I brani
Molti brani sono versioni in esperanto di canzoni più famose. Ad esempio la prima, Ĉu vi volas danci?, è ispirata a Do You Wanna Dance? di Bobby Freeman; La Bambo alla famosa canzone di musica latina La Bamba, resa celebre da Ritchie Valens; Kisu min è la versione in esperanto di Bésame mucho; anche La virbovo kaj la luno altro non è che El toro y la luna adattata in esperanto.